# 107a Brigada Mixta (Exèrcit Popular de la República)
La 107a Brigada Mixta va ser una unitat de l'Exèrcit Popular de la República creada durant la Guerra Civil Espanyola. Al llarg de la contesa va estar desplegada en els fronts del Centre, Llevant i Extremadura.

## Historial
La unitat va ser creada el març de 1937, en la zona de Puertollano, a partir de reclutes procedents dels reemplaçaments de 1932 i 1936. Després de finalitzar el seu període de formació, la 107a Brigada Mixta va ser enviada al front del Centre, on va quedar incorporada a la 13a Divisió del III Cos d'Exèrcit. Uns mesos després, el 12 de setembre, va prendre part en una petita temptativa republicana i va avançar un quilòmetre en la zona de la Cuesta de la Reina, al sud-oest de Madrid; no obstant això, davant la forta contraofensiva enemiga, degué retirar-se després de sofrir abundants baixes. El comandament de la brigada passaria al major de milícies major de milícies Julio Carreras Castro.
El 13 d'abril de 1938 va ser enviada al sector de Castelló, incorporada dins de la 6a Divisió. Cap al 10 de juny es trobava defensant el sector central del front de Castelló, encara que poc després degué retirar-se de la Serra de Borriol per a evitar quedar voltada per les forces franquistes. Després de la caiguda de Castelló de la Plana la 107a BM va intentar organitzar la defensa de la població d'Alfondeguilla, sense èxit, emprenent una lenta retirada cap a la línia XYZ.
A l'agost la brigada va ser enviada al costat de la resta de la divisió al capdavant Extremadura, prenent part en la contraofensiva republicana en la zona del Zújar; en finalitzar les operacions, dos batallons de la 107a BM van quedar en primera línia i altres dues van passar a la rereguarda, en reserva. Durant els següents mesos va romandre inactiva, sense prendre part en operacions militars de rellevància. A la fi d'any tota la brigada va ser enviada a Hinojosa del Duque, on va ser reestructurada. A continuació prendria part en la batalla de Peñarroya. El 5 de gener de 1939 va trencar el front franquista, atacant les Serres de Torozo i Mesegara.

## Comandaments
Comandants
- tinent coronel infanteria Francisco Solas Patudo de la Rosa;
- comandant d'Infanteria Francisco Valverde López;
- major de milícies Julio Carreras Castro;
- major de milícies Quesada;

Comissaris
- José Laín Entralgo, de la JSU/PCE;[9]
- E. Sobrado;